# Гусиев, Фаик Нуруш оглы
Фаик Нуруш оглы Гусиев (азерб. Faiq Nuruş oğlu Hüsiyev; род. 7 ноября 1970 года, Сумгаит, Азербайджанская ССР) — заслуженный журналист Азербайджанской Республики (2008). Заместитель председателя ЗАО «Азербайджанское Телевидение и Радиовещание» (2009—2015 гг.); Ректор Академии телевидения и радио (2015—2021); Руководитель аналитической группы АЗТВ (2021 ч/ч).

## Биография
Фаик Гусиев родился 7 ноября 1970 года в городе Сумгаите. Окончил Сумгаитскую среднюю школу № 30. В 1988—1990 годах служил в армии. В 1991—1997 годах окончил факультет журналистики Бакинского государственного университета.
В 1993—1995 годах работал корреспондентом Азербайджанского государственного телевидения. В 1996 году он был назначен редактором обменной программы «Юрд» Азербайджанского государственного телевидения. В 1997—1998 годах работал редактором в редакции «Литература и публицистика» Телевидения, в 1998—2005 годах — старшим редактором в редакции «Международных программ».
В 2006 году работал начальником отдела «Авторские программы» ЗАО «Азербайджанское Телевидение и Радиовещание». В 2007—2009 годах был директором студии «Телевизионные информационные программы» ЗАО «Азербайджанское Телевидение и Радиовещание».
В 2008 году ему было присвоено почётное звание «Заслуженный журналист Азербайджанской Республики». Распоряжением Президента Азербайджанской Республики от 16 августа 2009 года назначен заместителем председателя ЗАО «Азербайджанское Телевидение и Радиовещание».
С 2015 по 2021 год — ректор Академии телевидения и радио. В настоящее время является руководителем Аналитической группы ЗАО «Азербайджанское телевидение и радиовещание».
Доктор философии по филологии. Свободно владеет русским, английским и немецким языками. Автор около 300 телепрограмм и около 10 документальных фильмов.
Он женат. У него есть дочь и два сына.

## Фотографии

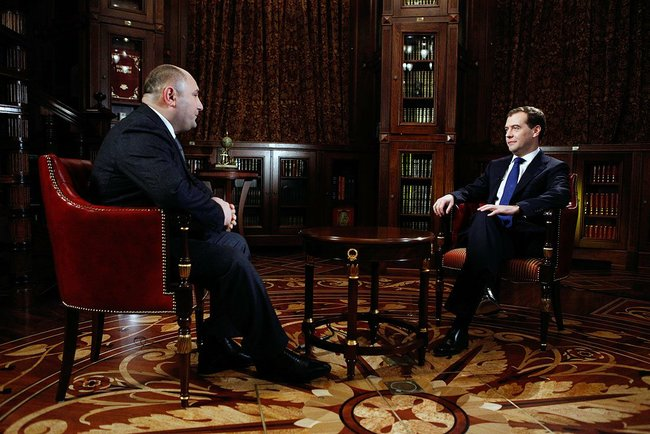
Интервью с Президентом России Дмитрием Медведевым
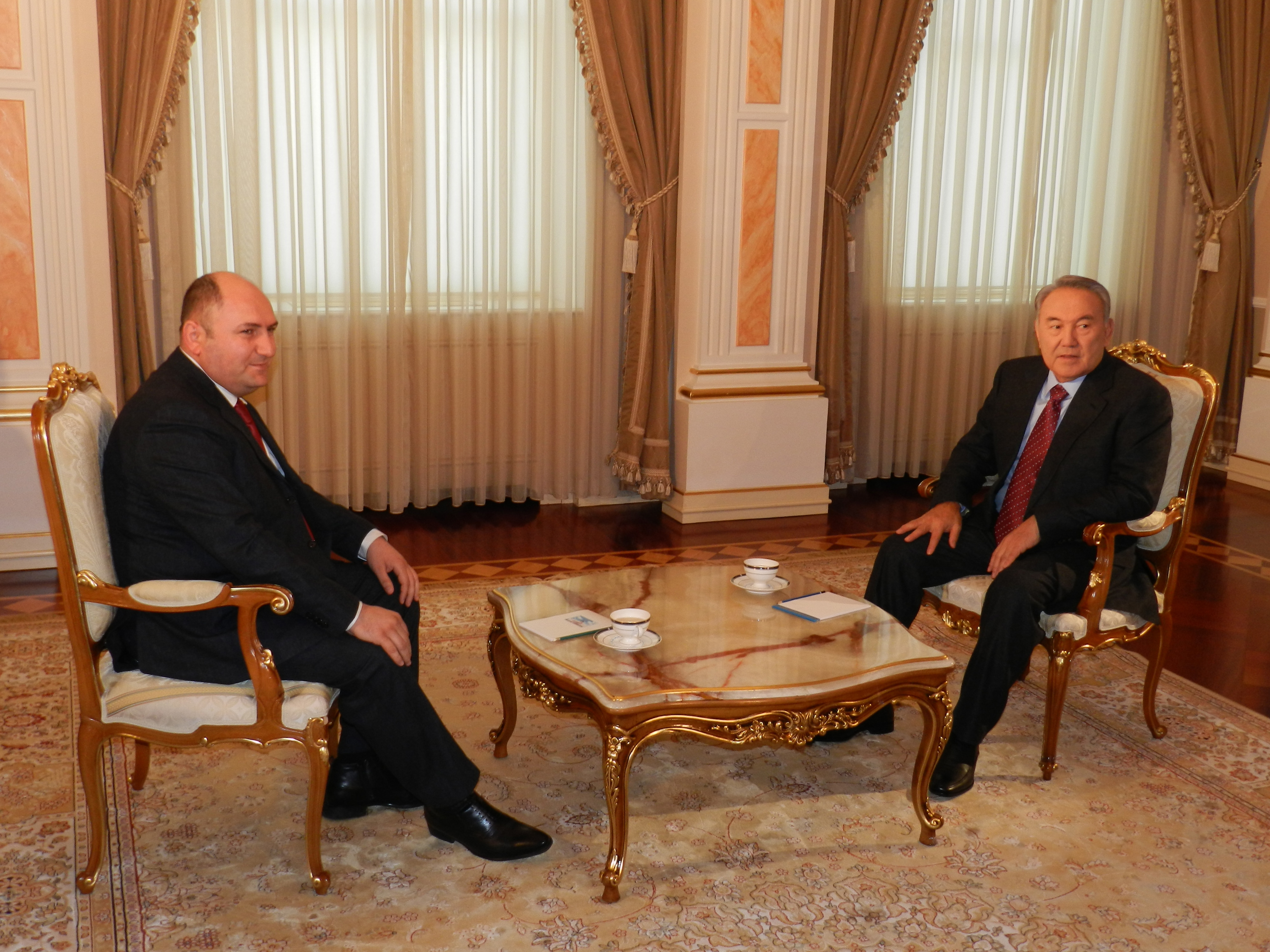
Интервью с Президентом Казахстана Нурсултаном Назарбаевым
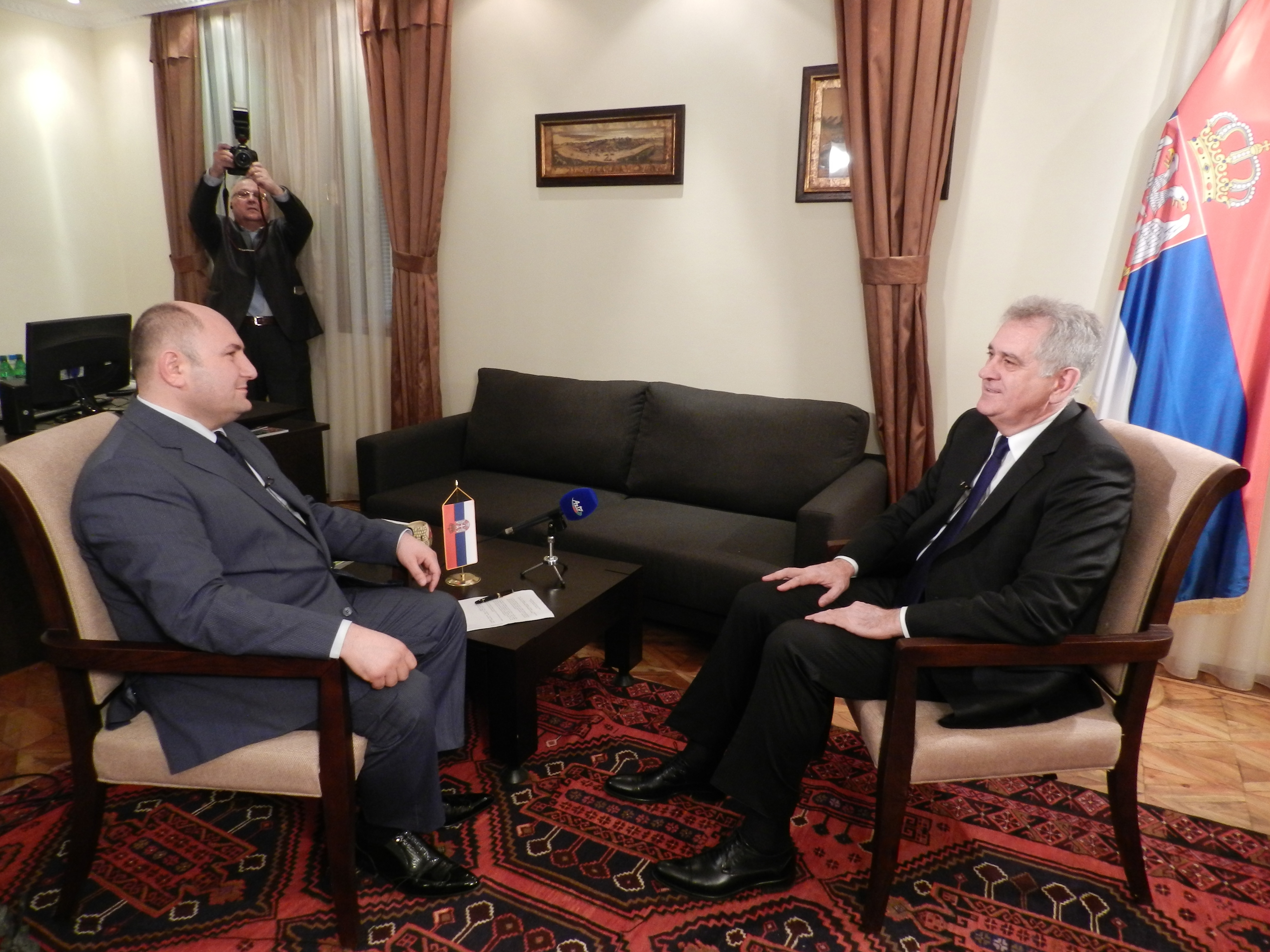
Интервью с президентом Сербии Томиславом Николичем
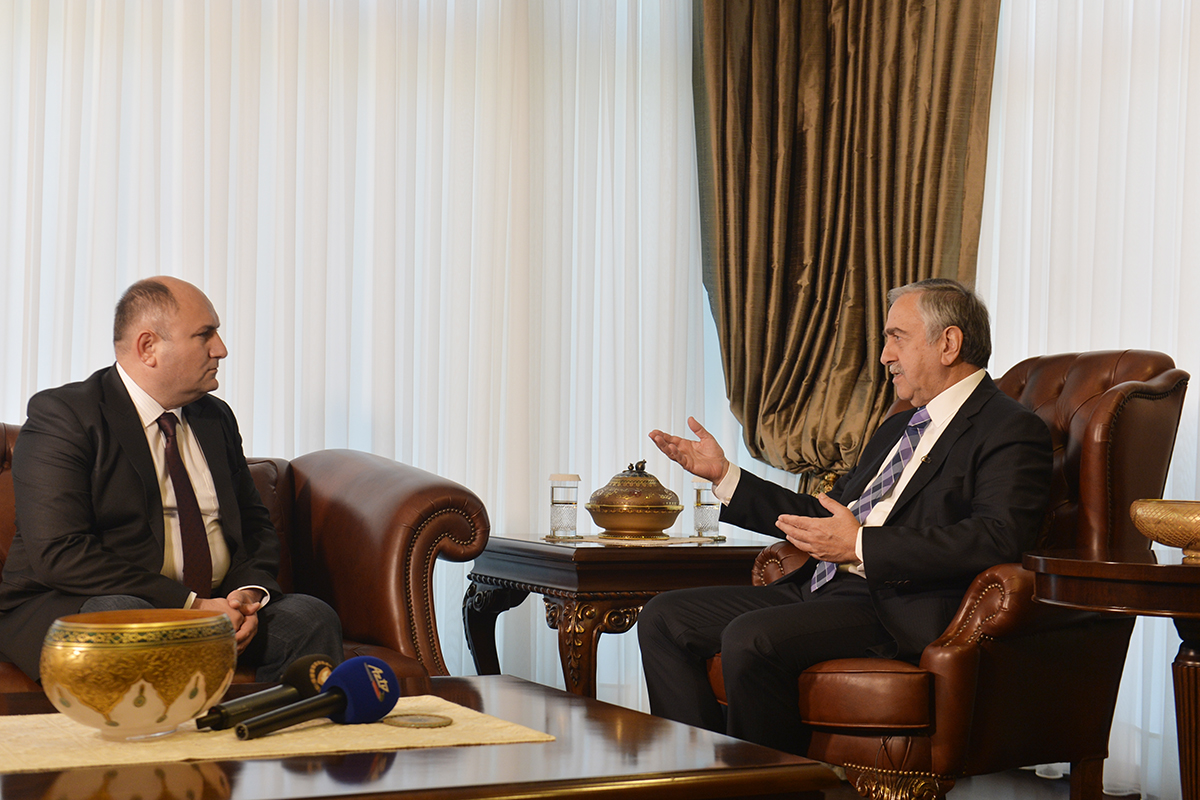
Интервью с Президентом Турецкой Республики Северного Кипра Мустафой Акынджи